# Lago di Robertville
Il lago di Robertville è un lago artificiale delle Hautes Fagnes, nella Comunità germanofona del Belgio (Vallonia) che prende il nome dalla vicina località di Robertville, frazione di Waimes, a poca distanza da Malmedy. È nato in seguito alla realizzazione di una diga sul fiume Warche nel 1928. Il lago occupa una superficie di 62 ha e ha un volume d'acqua di circa 8 000 000 m³.